# Hans-Joachim Bohlmann
Hans-Joachim Bohlmann (* 20. September 1937 in Breslau; † 19. Januar 2009 in Hamburg) wurde in den 1980er-Jahren als Dürer-Attentäter bekannt. Insgesamt beschädigte Bohlmann zwischen 1977 und 1988 über 50 Kunstwerke. Der durch ihn verursachte Schaden wird auf etwa 130 Millionen Euro geschätzt.

## Leben
Bohlmann litt seit seiner Jugend an einer schwerwiegenden Persönlichkeitsstörung. Früh wurden Kontrollzwänge und Angstzustände bei ihm diagnostiziert. Psychiatrische Behandlungen blieben ohne Erfolg. Ein neurochirurgischer Eingriff (stereotaktische Leukotomie) im Jahr 1974 verschlimmerte seinen Zustand derart, dass er 1975 als Frührentner anerkannt wurde.

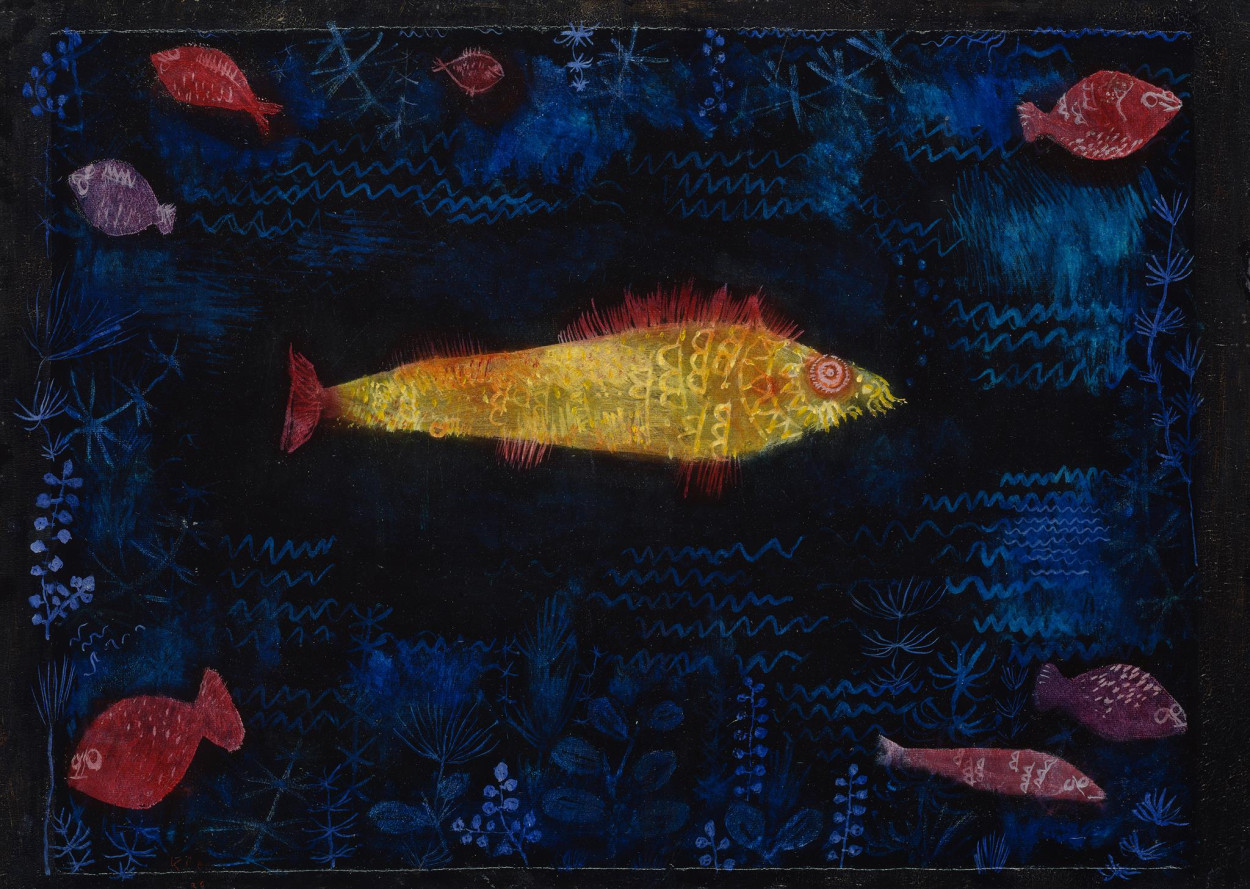
Der Goldfisch von Paul Klee

Bohlmann zog 1961 von Stuttgart nach Hamburg und heiratete 1968. Nachdem seine Ehefrau am 11. März 1977 beim Putzen aus dem Fenster gestürzt und am 23. März 1977 ihren Verletzungen erlegen war, begann Bohlmann damit, in Museen, Kunsthallen, Parks, Kirchen und Friedhöfen Gemälde und andere Kunstwerke mutwillig zu beschädigen. Er spritzte Säure auf die Bilder und verätzte damit sowohl die Farbschicht als auch die darunter liegende Leinwand. Seine ersten Anschläge verübte er am 16. März 1977 im Harburger Stadtpark und am 29. März 1977 in der Kunsthalle Hamburg, wo er das Bild Der Goldfisch (1925) von Paul Klee beschädigte. Es folgten weitere Attentate in Hamburg, Lübeck, Lüneburg, Essen, Dortmund und Hameln. Am 16. August 1977 goss er Schwefelsäure über ein Pferd und am selben Tag auch über zwei Bilder von Lucas Cranach dem Älteren, Bildnisse Martin Luthers und dessen Frau Katharina von Bora, im Niedersächsischen Landesmuseum in Hannover. Am 24. August 1977 beschädigte er im Kunstmuseum Düsseldorf das Gemälde Erzherzog Albrecht von Peter Paul Rubens aus der Sammlung Bentinck-Thyssen und am 27. August 1977 das Gemälde Anbetung des Christuskindes von Gottfried Libalt in der Hamburger Hauptkirche St. Petri. Nach seinem Anschlag am 7. Oktober 1977 im Kasseler Schloss Wilhelmshöhe auf Gemälde von Rembrandt, darunter den Jakobssegen (Sachschaden etwa 25 Millionen DM), wurde er festgenommen und vom Landgericht Hamburg wegen gemeinschädlicher Sachbeschädigung in 17 Fällen und wegen Sachbeschädigung in drei Fällen, in einem Fall in Tateinheit mit Tierquälerei, zu einer Gesamtfreiheitsstrafe von fünf Jahren verurteilt, die er bis zum 6. Oktober 1982 vollständig verbüßte.
1983 beging er eine zweite Tatserie, indem er an der Baustelle der Autobahneckverbindung Hamburg-Marmstorf mehrfach u. a. Bauwagen und Baumaschinen in Brand setzte und dadurch einen Schaden von über 130.000 DM verursachte. Hierfür verurteilte ihn das Landgericht Hamburg wegen Sachbeschädigung in vier Fällen zu einer Gesamtfreiheitsstrafe von drei Jahren, deren Vollstreckung am 5. Mai 1986 erledigt war.

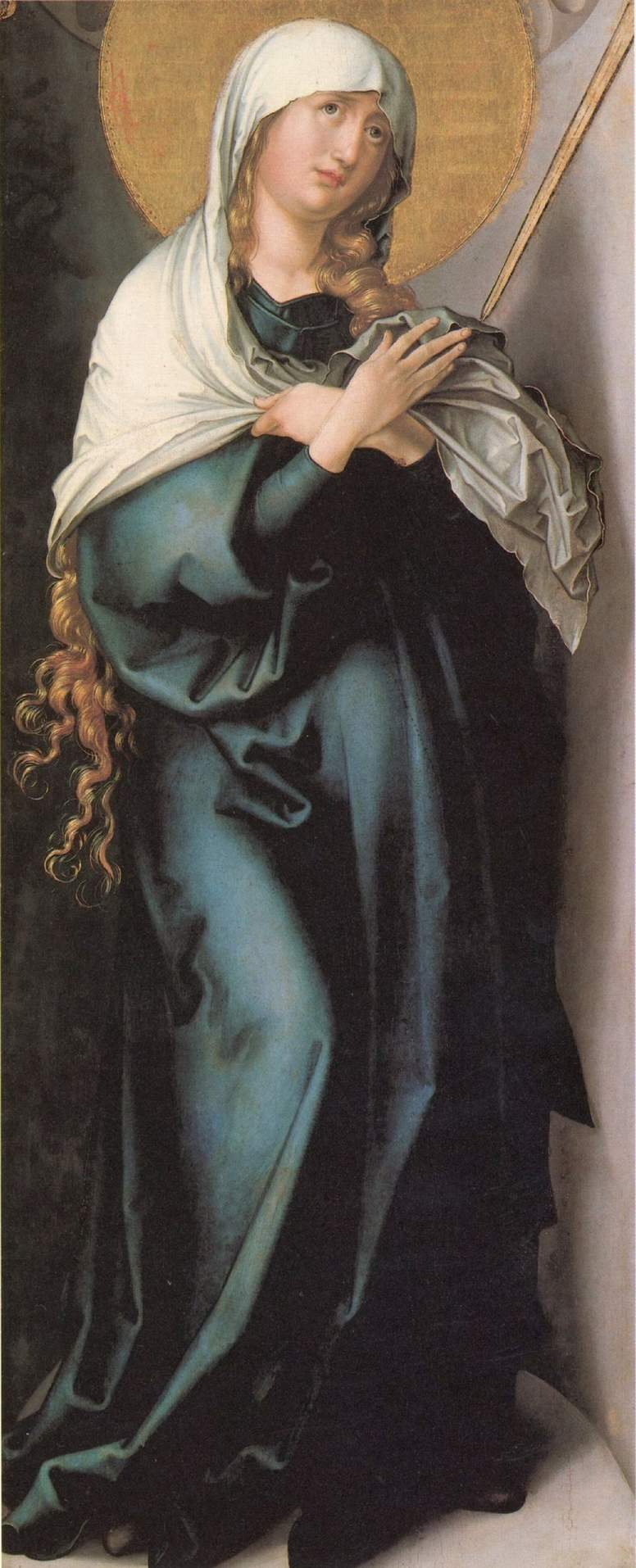
Schmerzensmutter von Albrecht Dürer

Wegen erneut auftretender Angst- und Hassgefühle – Auslöser war die Pfändung von monatlich 158,60 DM seiner Rente wegen der Sachbeschädigungen – begab er sich im Herbst 1987 zur Behandlung in die offene psychiatrische Abteilung des Klinikums Hamburg-Eilbek. Im März 1988 kaufte er sich zwei Liter Schwefelsäure und versteckte die beiden Behälter zunächst in einem Park. Am 20. April 1988 ließ er sich von der Klinik beurlauben und begab sich nach München, wo er am 21. April 1988 in der Alten Pinakothek drei weltberühmte Werke von Albrecht Dürer mit der mitgebrachten Säure übergoss: den Paumgartner-Altar, die Glimsche Beweinung und die Schmerzensmutter (1494/97). Die Bilder wurden dabei möglicherweise zu bis zu 70 % zerstört (und waren erst 2010 wieder vollständig restauriert), der entstandene Schaden wurde auf 100 Millionen DM geschätzt. Das Landgericht München verurteilte Bohlmann dafür wegen gemeinschädlicher Sachbeschädigung zu weiteren zwei Jahren Haft und ordnete die Unterbringung in einem psychiatrischen Krankenhaus an.
1998 nutzte er einen unbegleiteten Ausgang im Park der Klinik Ochsenzoll zur Flucht. Zwei Tage später wurde er im U-Bahnhof Ochsenzoll – wohl auf dem Weg zurück in die Anstalt – wieder festgenommen. Von einem Ausgang am 30. Juli 2001 kehrte er (erst) am folgenden Morgen freiwillig zurück.
Nach 16 Jahren Haft ordnete die Strafvollstreckungskammer des Landgerichts Hamburg 2004 seine Entlassung an. Die Beschwerde der Staatsanwaltschaft München verwarf das Hanseatische Oberlandesgericht durch Beschluss vom 21. September 2004. Trotz der Gefahr, die weiterhin von Bohlmann ausgehe, und des hohen Risikos neuer Anschläge, bewerteten die Richter seine Freiheitsrechte höher als den Schutz von Kulturgütern. Eine lebenslange Unterbringung in einer psychiatrischen Anstalt sei bei Sachbeschädigung unverhältnismäßig.
Mit Meldeauflagen und einem Hausverbot für Museen wurde Hans-Joachim Bohlmann am 3. Januar 2005 freigelassen.
Am Sonntag, dem 25. Juni 2006 spritzte er im Rijksmuseum Amsterdam Feuerzeugbenzin auf das Gemälde Schützenmahlzeit zur Feier des Friedens von Münster (1648) von Bartholomeus van der Helst und zündete es an. Zum Glück wurde nur die oberste Schutzschicht, der Firnis, beschädigt. Wegen Brandstiftung und Sachbeschädigung wurde er hierfür vom Gerechtshof in Amsterdam in zweiter Instanz zu drei Jahren Gefängnis und zur Zahlung von 17.772 Euro Schadenersatz an das Rijksmuseum verurteilt.
Mit Verbüßung von zwei Dritteln der Strafe am 24. Juni 2008 wurde er aus der Haft entlassen, kehrte nach Hamburg zurück und erlag hier am 19. Januar 2009 einem Krebsleiden.